# Schlacht von Nemea

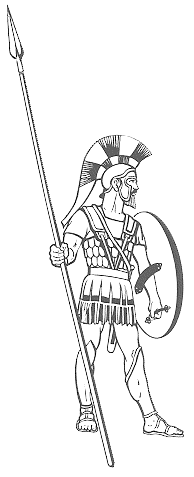
Ein griechischer Hoplit

Die Schlacht von Nemea war eine Schlacht im Korinthischen Krieg und fand im Jahre 394 v. Chr. statt.
Nachdem die Spartaner zu Kriegsbeginn im Jahre 395 v. Chr. in Böotien in der Schlacht von Haliartos eine Niederlage hatten einstecken müssen, drangen die Gegner auf der Halbinsel Peloponnes vor. Bei Nemea in der Argolis, wo sich ein altes Heiligtum befand, kam es dann zur Schlacht zwischen den Spartanern und einer Koalition aus Athenern, Thebanern, Korinthern und Argivern. Die Spartaner gingen aus dieser Schlacht siegreich hervor.

## Vor der Schlacht
Die Kampagne eines spartanischen Heeres in Kleinasien nutzend und wohl nicht ganz unempfänglich für die finanziellen Offerten der Perser, die sich durch König Agesilaos’ bunte Truppe aus Söldnern und Neodamodei in Verlegenheit gebracht sahen, bildeten zahlreiche starke Poleis, darunter Athen, Argos und Theben/Boiotien, eine Allianz gegen Sparta. Die Thebaner und Argiver eroberten 394 v. Chr. im Handstreich die peloponnesische Kolonie Herakleia Trachinia in Malis. Damit wurde der Konflikt für Sparta unvermeidlich und folgerichtig wurde Agesilaos aus Kleinasien zurückbefohlen.
Noch bevor er am Schauplatz erscheinen konnte, sollte der Bund der Gegner zur Raison gebracht werden, und ein Heer unter dem Agiaden Aristodemos, dem Vormund von König Agesipolis I., marschierte von Sparta nach Norden. Der Bund dagegen wollte die Zeit nutzen, bis der berühmte spartanische Heerführer wieder zu Hause sein konnte, und ging mit seinem Heer in Richtung des Territoriums der lakedaimonischen Verbündeten vor.

## Die Kontingente der Gegner
Zwischen Sikyon und Korinth trafen die Heere aufeinander, das spartanische von Westen kommend, das gegnerische von Osten. Xenophon gibt uns einige detaillierte Hinweise auf die Truppen und ihre Aufstellung; anderes lässt sich mit einiger Plausibilität rekonstruieren.
Das spartanische Heer umfasste von rechts nach links ungefähr 6000 lakedaimonische Hopliten, an die 2400 Tegeaten, 3000 Mann Verbündete aus den argolischen Städten Epidauros, Troizen, Hermione und Halieis, um die 3000 Mantineier, dann 3000 Hopliten aus Elis und die Achaier, darunter 1500 aus Sikyon und weitere Kontingente, v. a. das aus Pellene. Die Schlachtreihe zählte an die 18000 Hopliten. Dazu kamen an die 600 Mann lakedaimonische Kavallerie, 300 kretische Bogenschützen und 400 eleische Schleuderer.
Die spartanische Frontlinie war anscheinend wegen der geringeren Tiefenstaffelung von 12 Mann breiter als die des Gegners, obwohl dieser mehr Hopliten aufgeboten hatte:
Von rechts nach links standen dort 5000 Mann aus Boiotien (neben Theben wohl v. a. aus Thespiai), 3000 Korinther, an die 7000 aus Argos, dann 3000 Euboier und außen 6000 Athener. Dazu kamen 1550 Mann Kavallerie und eine nicht rekonstruierbare Zahl von Leichtbewaffneten. Die Hopliten standen in der Tiefe von 16 Mann, nur die Boioter waren tiefer gestaffelt, vielleicht 24. Die Front maß eine Breite von ungefähr 1400 Schilden.

## Verlauf der Schlacht
Beim Marsch der Heere aufeinander zu bewegten sich beide offensichtlich stärker nach rechts, als es die übliche Tendenz war. Beide Seiten wollten den Gegner umfassen. Kurz vor dem Zusammenstoß ließ Aristodemos den überlappenden Teil der Spartaner nach vorne schwenken, bis er rechtwinkelig zur eigenen Reihe stand – ein überraschendes und im Gefecht kaum zu bewerkstelligendes Manöver, das ein langsames Vorgehen der Schlachtreihe und ein eiliges und gleichmäßiges Schwenken des Flügels bedingt. Die so umfassten Athener und wohl auch die Euboier flohen noch vor dem Zusammenstoß. Vermutlich taten sie das so früh, dass es geordnet geschehen konnte. Derweil trafen die Schlachtreihen aufeinander. Alle Verbündeten der Lakedaimonier außer den Achaiern ganz links wichen teilweise fluchtartig zurück. Die ihnen gegenüberstehenden Truppen lockerten bei der Verfolgung ihre Formation. Das spartanische Bürgerheer rollte dann die gegnerische Phalanx von der Seite her auf und beendete die Schlacht mit einem großen Sieg.
Nach Xenophon hatten sie selbst fast keine Verluste, ihre Verbündeten allerdings „nicht wenige“ und die Gegner „sehr viele“. Diodorus schätzt mit großem zeitlichem Abstand 1100 vs. 2800 gefallene Hopliten. Aristodemos nahm anscheinend die Verluste am linken Flügel durchaus in Kauf, um die Schlacht mit einem Manöver zu entscheiden, das einer anderen Phalanx kaum möglich gewesen wäre. Damals wussten die Heere einen Durchbruch im Regelfall taktisch nicht zu nutzen, sondern sie lösten ihre Formation auf, um fliehende Gegner einzuholen. Diese typische Reaktion auszunutzen, wirkt unglaublich abgeklärt. Da – wie sich zeigte – dabei „nicht wenige“ Verluste der Verbündeten einzukalkulieren waren, wird das kaum zur Loyalität der Verbündeten beigetragen haben.
Das Manöver am Nemeabach mit verstärkter Rechtsverschiebung und Einschwenken des dann überlappenden Flügels ist möglicherweise Ergebnis einer Auswertung der Ereignisse von Mantineia über 20 Jahre vorher. Das Umfassungsmanöver, das dort schließlich den Sieg rettete, war wohl nicht vorher geplant, sondern aus der Notsituation angeordnet. Nun wurde es gezielt herbeigeführt, was nur dadurch möglich war, dass die Lakedaimonier im Gegensatz zu anderen Heeren solche Manöver in Kampfsituationen auszuführen verstanden.

## Folgen der Schlacht
Die Schlacht vermied, dass die Spartaner in Abwesenheit ihres wichtigsten Feldherren den Krieg vorzeitig verloren. Aber sie beendete den Krieg nicht, der bis zum Königsfrieden 386 v. Chr. dauern sollte.
Taktisch gesehen, versuchten beide Seiten aus den Ergebnissen des Schlachtverlaufs zu lernen: Die Spartaner versuchten anscheinend bei Leuktra dasselbe Umfassungsmanöver wieder. Aber auch die Thebaner lernten aus den Erfahrungen der Schlacht. Sie setzten am Nemeabach ihre vertiefte Schlachtreihe erstmals gegen ein peloponnesisches Heer ein. Auch wenn das ganze Treffen nicht zu ihren Gunsten ausging, scheinen sie doch die Vorteile dieser Maßnahme gesehen zu haben, die sie gegen die Athener schon 424 beim Delion erfolgreich eingesetzt hatten und haben sie in den kommenden Jahren ausgebaut, bis sie bei Leuktra damit die Hegemonie der Spartaner brachen und selbst übernahmen.